# Tnine Aday
Tnine Aday (franska: Tnine Aday (CR), Tnine Aday (Commune Rurale), arabiska: تيزغران) är en kommun i Marocko.   Den ligger i provinsen Tiznit och regionen Souss-Massa, i den centrala delen av landet, 500 km söder om huvudstaden Rabat. Antalet invånare är 2 727.